# Leevan Sands
Leevan Sands (Nassau, Bahami, 16. kolovoza 1981.) je bahamski troskokaš.
Svoj najbolji rezultat ostvario je na Olimpijskim igrama u Pekingu 2008. kada je preskočio 17,59 metara čime je postavio nacionalni rekord. Također, tim skokom je osvojio brončanu medalju. Od ostalih većih sportskih rezultata osvojio je zlato na Prvenstvu centralne Amerike i Kariba 2008. te bronce na Igrama Commonwealta 2002. i Svjetskom atletskom prvenstvu 2003. u Parizu.
U razdoblju od ožujka do rujna 2006. bio je suspendiran jer je koristio zabranjenu supstancu levomentamfetamin.
Sportaš je na Floridi je pohađao srednju školu unutar američke zrakoplovne akademije. U rodu je s preponašem Shamarom Sandsom.

## Olimpijske igre

### OI 2008.
| RANG | IME ATLETIČARA     | 1     | 2     | 3     | 4     | 5     | 6     | Rezultat |
| ---- | ------------------ | ----- | ----- | ----- | ----- | ----- | ----- | -------- |
|      | Nelson Évora       | 17,31 | 17,56 | x     | 17,67 | 17,24 | 16,52 | 17,67    |
|      | Phillips Idowu     | 17,51 | 17,31 | 17,62 | x     | 17,26 | 16,41 | 17,62    |
|      | Leevan Sands       | 16,91 | 16,55 | 17,59 | 17,26 | 17,32 | x     | 17,59    |
| 4.   | Arnie David Giralt | 17,27 | 17,52 | 17,24 | 17,48 | x     | 17,08 | 17,52    |
| 5.   | Marian Oprea       | 17,22 | x     | x     | x     | x     | 16,69 | 17,22    |
| 6.   | Jadel Gregório     | 17,14 | 16,55 | 13,79 | 16,83 | 16,78 | 17,20 | 17,20    |
| 7.   | Onochie Achike     | 16,74 | x     | 17,17 | x     | 17,04 | x     | 17,17    |
| 8.   | Viktor Kuznjecov   | 16,71 | 16,87 | x     | 16,81 | 16,48 | x     | 16,87    |

## Vanjske poveznice
- Profil atletičarke na stranicama IAAF-a  Arhivirana inačica izvorne stranice od 30. lipnja 2012. (Wayback Machine)